# Usolye-Sibirskoye
Usolye-Sibirskoye (tiếng Nga: Усолье-Сибирское) là một thành phố Nga. Thành phố này thuộc chủ thể Irkutsk Oblast. Thành phố có dân số 90.161 người (theo điều tra dân số năm 2002). Đây là thành phố lớn thứ 184 của Nga theo dân số năm 2002.